# Plan Bakker-Schut

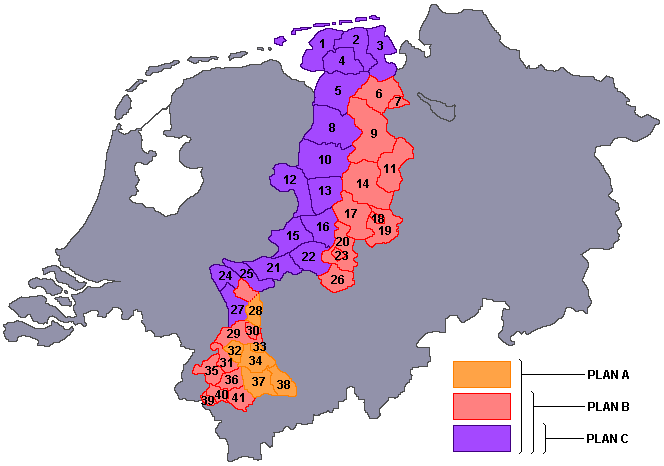
Le plan Bakker-Schut. À l'ouest, les Pays-Bas, à l'Est les parties de l'Allemagne en Basse Saxe ou Rhénanie du Nord-Westphalie. Les zones colorées correspondent aux parties proposées à l'annexion par les Pays-Bas.

Le plan Bakker-Schut ou le plan Grand Pays-Bas était un plan d'annexion de territoires allemands par les Pays-Bas après la Seconde Guerre mondiale.

## Projet
Le plan, proposé par le gouvernement néerlandais après la fin de la Seconde Guerre mondiale, consistait à attribuer au royaume des réparations financières importantes et des territoires pris à l'Allemagne du Nord-Ouest. Le nom de « Bakker-Schut » provient de deux des membres de la commission chargés de travailler sur son contenu.
Dans sa configuration la plus ambitieuse (plan A), les villes de Cologne, Aix-la-Chapelle, Münster, Mönchengladbach et Osnabrück devaient être annexées, ce qui aurait agrandi le territoire néerlandais de 30 à 50 %. Le plan comprenait également le déplacement de population locale ou, à défaut, son intégration à la population néerlandaise qui parlait encore un dialecte bas-allemand.
Le plan fut abandonné après sa réfutation par les États-Unis. Beaucoup d'Allemands vivant aux Pays-Bas furent alors qualifiés de « sujets ennemis » et mis dans des camps au cours d'une opération nommée Black Tulip. 3 691 Allemands, représentant environ 15 % d'entre eux, furent renvoyés vers l'Allemagne. Les Britanniques, qui occupaient la zone allemande frontalière des Pays-Bas, y répondirent par l'expulsion de plusieurs milliers de citoyens néerlandais vivant dans cette zone.

## Exécution
L'annexion de grande ampleur fut rejetée en 1947 par la Haute commission alliée, au motif que le territoire allemand supportait alors l'arrivée de 14 millions de réfugiés en provenance des provinces perdues à l'Est. En revanche, les États-Unis firent largement bénéficier les Pays-Bas du plan Marshall pour répondre à leurs besoins vitaux. La conférence de Londres du 23 avril 1949 autorisa pour sa part quelques modifications frontalières d'importance mineure alors que les États-Unis continuèrent à exiger le maintien de la frontière de 1939. Il s'agit d'un territoire de 69 km2 comprenant les villes frontalières de Tudderen, Elten, Süderwick, Wyler et Selfkant (environ 10.000 habitants). Le 23 avril 1949, les troupes néerlandaises annexèrent les villages frontaliers ; une zone correspondant à une version très réduite du plan C. Ces troupes s'en retirèrent le 1er août 1963 après l'accord d'une solution globale en 1960 signé par les deux ministres des affaires étrangères de l'époque, Heinrich von Brentano (RFA) et Joseph Luns (Pays-Bas). En échange, l'Allemagne versa aux Pays-Bas 280 millions de marks au titre des réparations de guerre, dont 125 millions pour les victimes du régime nazi ,.

## Sources
1. 1 2   [vidéo] « Elten, une annexion à la néerlandaise - Regarder le documentaire complet | ARTE » (consulté le 9 juin 2024)
2. 1 2  (nl) Laura van Hasselt et Matthijs Cats, « ‘Eisch Duitschen grond!’ », Andere Tijden, no 598,‎ 22 août 2013 (lire en ligne)

- Interview de Perry Laukhuff
- Vue générale en néerlandais